# Palazzo di San Callisto
Palazzo di San Callisto (wł. Pałac św. Kaliksta) – XVII-wieczny miejski dom mieszkalny w Rzymie, obecnie siedziba instytucji papieskich.
W 1990 budynek został wpisany na listę światowego dziedzictwa UNESCO.

## Lokalizacja
Palazzo di San Callisto znajduje się przy Piazza di Santa Maria in Trastevere nry 24-26, w rzymskim rione Zatybrze.

## Historia
Według legendy budynek wznosi się w miejscu zamieszkania i męczeńskiej śmierci papieża św. Kaliksta. Pałac był pierwotnie rezydencją kardynalską prałatów z tytułem Santa Maria in Trastevere. W XVI wieku został odrestaurowany przez kardynała Giovanniego Gerolamo Morone. Papież Paweł V przekazał rezydencję benedyktynom, którzy musieli opuścić swój poprzedni klasztor z powodu rozbudowy Pałacu Kwirynalskiego. Nazwa budynku nawiązuje do sąsiadującego kościoła. W latach 1610–1618 odrestaurowano zarówno pałac jak i klasztor. W 1936 roku architekt Giuseppe Momo dobudował jedno ze skrzydeł.
Zgodnie z traktatami laterańskimi cały obszar budynku należy do Stolicy Apostolskiej i stanowi jej strefę eksterytorialną na terenie Włoch.

## Wykorzystanie
W Palazzo di San Callisto mają swoją siedzibę następujące instytucje:
- Caritas internationalis
- Circolo San Pietro (stowarzyszenie)
- Dykasteria ds. Świeckich, Rodziny i Życia
- Dykasteria ds. Integralnego Rozwoju Człowieka
- Primaria associazione cattolica artistico-operaia (stowarzyszenie)
- Papieski Komitet ds. Międzynarodowych Kongresów Eucharystycznych
- Przedstawicielstwo Stolicy Świętej przy Organizacji Narodów Zjednoczonych do spraw Wyżywienia i Rolnictwa, Międzynarodowym Funduszu Rozwoju Rolnictwa oraz Światowym Programie Żywnościowym
- sekcja rzymska Zakonu Rycerskiego Grobu Bożego w Jerozolimie

W budynku mieszkają kardynałowie: Javier Lozano Barragán i Paul Poupard (2019).